# Batalha do rio Kondurcha

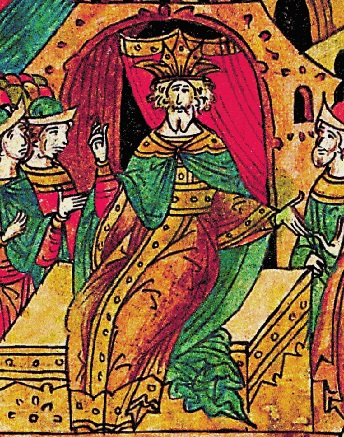
Khan Toqtamiysh da Horda Dourada em seu trono. Crônica ilustrada de Ivan, o Terrível (detalhe)

A Batalha do Rio Kondurcha foi a primeira grande batalha da guerra entre Toquetamis, um guerreiro mongol da linhagem de Gêngis Cã, e Tamerlão, o último dos grandes conquistadores nômades da Ásia Central. O combate ocorreu no rio Kondurcha, no que hoje é o Oblast de Samara, na Rússia, em 18 de junho de 1391. A batalha terminou com a derrota de Toquetamis e sua fuga através do Volga.

## Antecedentes
O jovem Toquetamis, com o apoio de Tamerlão, conseguiu unificar a Horda Dourada. Em seus primeiros anos, lidou principalmente com problemas internos, com reformas econômicas e militares; mais tarde, ele tentou restaurar a antiga grandeza e influência da Horda, minada por numerosos conflitos internos. Indo para o norte, Toquetamis fez com sucesso uma viagem a Moscou, tomou o Kremlin e forçou o príncipe a prestar tributo à Horda novamente. Ao sul, Toquetamis entrou em confronto com seu antigo apoiador, Tamerlão, emir de Samarcanda.
Em 1385, as tropas de Tamerlão invadiram o Irã e o Azerbaijão; para evitar o assalto a este território considerado parte de seus afluentes, Toquetamis enviou suas tropas e, no ano seguinte, Tamerlão capturou a Geórgia. A guerra durou quatro anos, durante os quais ambos os lados evitaram o confronto direto. No entanto, Tamerlão conseguiu dispersar gradualmente o exército da Horda, que se retirou do Cáucaso para a bacia do Volga. Finalmente, no início de 1391, Tamerlão invadiu o território da Horda. Em meados de junho de 1391, os exércitos entraram em contato e a batalha decisiva se seguiu. Toquetamis não estava preparado para a invasão e, com a intenção de desgastar o inimigo, começou uma retirada em direção ao Volga, atravessando o rio Kondurcha.

## Efetivo
Ambos os exércitos eram simplesmente enormes para os padrões daqueles tempos. De acordo com a crônica russa, "mais de quatrocentos mil" lutaram apenas do lado de Tamerlão, embora deva ser lembrado que as fontes medievais muitas vezes superestimam o número de combatentes. Historiadores A. Yu. Yakubovsky e M. G. Safargaliev, com base na "inscrição Karasakpai", compilada por ordem de Tamerlão, estimaram o tamanho do exército invasor em cerca de duzentos mil, mas outros pesquisadores, como Ponomarev e Mirgaliev, leram "trezentos mil".
O exército de Toquetamis era ainda maior. O cronista Sharaf-ad-din Yazdi escreve: "Quando as tropas de ambos os lados avançaram suas linhas de batalha umas contra as outras, o exército inimigo em ambos os flancos, direito e esquerdo, superou o exército deste lado por vários koshun (batalhões)".

## Geografia

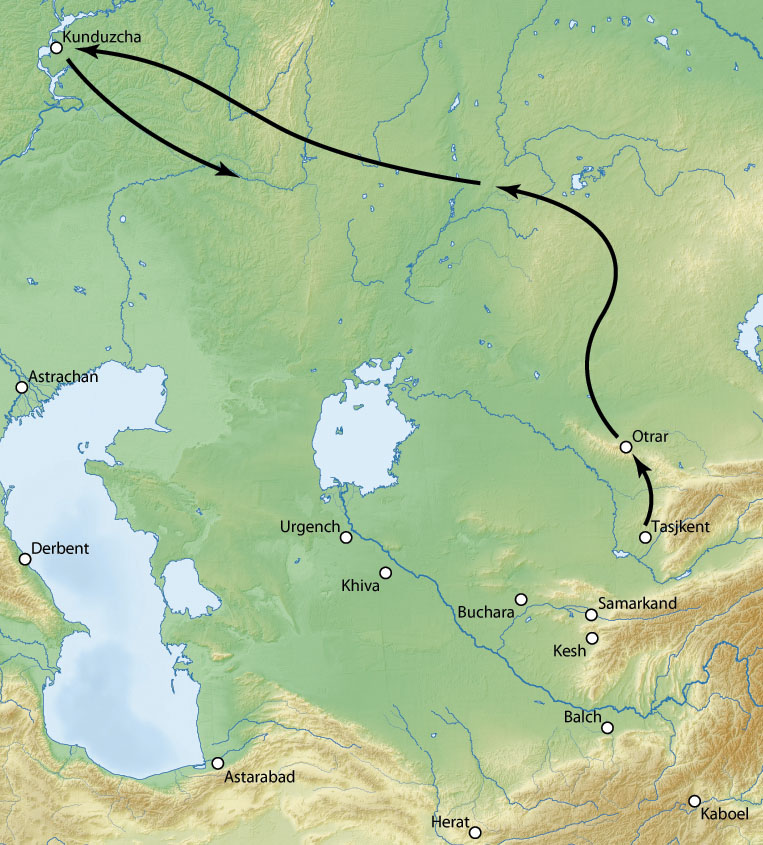
Campanha de Tamerlão em 1391

Yakubovsky, depois de analisar as fontes, concluiu que a batalha foi "no vale do rio Kondurcha", uma vez que o comprimento deste rio é de mais de 300 km, não é possível determinar a localização específica do referido vale. A maioria dos historiadores concorda que a batalha ocorreu na margem esquerda do Kondurcha, embora o historiador local de Samara, V. V. Murskov, sugeriu que a batalha foi no distrito de Sergievsky, enquanto outro historiador local, Yu. N. Smirnov assumiu que ocorreu na moderna área de Stary Buyan da região de Krasnoiarsk; no entanto, pesquisas arqueológicas em todos os locais propostos ainda não produziram resultados.

## Batalha
De acordo com fontes persas, as tropas de Toquetamis superaram em muito o seu oponente. O já mencionado Xarafafim Ali Iasdi descreve os preparativos para a batalha da seguinte forma:
"Na segunda-feira, 15 de Rajabe de 793 A.H. (18 de junho de 1391), correspondente ao ano do Barão, quando após 6 dias o tempo clareou, Tamerlão, o conquistador na região de Kundurcha, assumiu pessoalmente a organização do exército e começou a colocá-lo em ordem de combate. ... Tantas tropas inimigas chegaram a este campo de batalha que a imaginação é incapaz de contá-las. Tamerlão, o conquistador, ..., ordenou que seu exército parasse e armasse tendas. Vendo isso, Toquetamis ficou impressionado com o autocontrole e a coragem extraordinária do exército vitorioso e sua total indiferença para com o exército inimigo.
O curso da batalha é descrito em grande detalhe por Nizam-ad-Din Shami, Sharaf-ad-Din Yazdi e Mirchond. O exército de Tamerlão, com infantaria bem armada e treinada, era uma força muito mais organizada e pronta para o combate do que as tropas da Horda; o que foi decisivo para o desfecho da batalha. As tropas de Tamerlão foram agrupadas em 7 divisões, 2 delas na reserva prontas para vir em auxílio do centro ou flanco; quanto à infantaria de Tamerlão, era protegida por trincheiras e enormes escudos.
O exército de Tamerlão alinhou-se na batalha da seguinte forma: No centro estava o Timur kul sob o comando de Mirza Suleimanshah, atrás, o segundo Timur kul sob a liderança de Muhammad Sultan, ao lado deles estavam 20 batalhões, à disposição pessoal do emir. No flanco direito estava o kul de Mirza Miranshah e no flanco esquerdo estava o kul de Mirza Omar-Sheikh.
A batalha foi incrivelmente feroz e foi acompanhada por um derramamento de sangue sem precedentes. No início, as numerosas tropas da Horda tentaram envolver o inimigo nos flancos, mas todos os seus ataques foram repelidos; em seguida, o exército de Tamerlão partiu para a contraofensiva, derrotou a Horda com um poderoso ataque de flanco e perseguiu os sobreviventes por centenas de quilômetros ao longo das margens do Volga. Como resultado, a Horda foi completamente derrotada, mas Toqtamish conseguiu escapar.

## Perdas
As perdas de ambos os lados foram enormes. Muhammad ben Muhammad de Adrianópolis estimou as perdas da Horda em mais de 100 mil. As fontes persas não indicam as perdas do exército de Tamerlão: elas são principalmente da natureza de um panegírico, onde seria inadequado contar as perdas. No entanto, M. G. Safargaliev, com base em uma análise do mapa compilado por Frei Mauro, que indica 18 sepulturas das cabeças de koshuns, conclui que as perdas de Tamerlão também chegaram a 100 mil pessoas mortas.

## Eventos posteriores

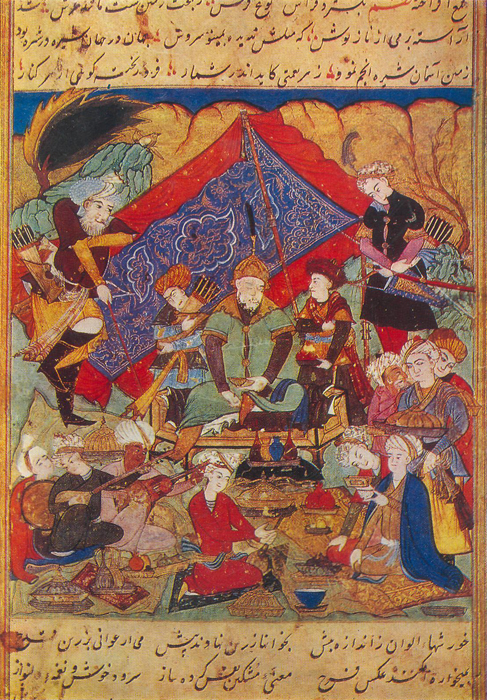
Festivais de Tamerlão nas proximidades de Samarcanda, de acordo com o Zafarnama, (Livro das Vitórias) panegírico escrito por Xarafadim Ali Iasdi em homenagem a Tamerlão

Tamerlane comemorou a vitória por 26 dias, passando o tempo em festas intermináveis. De acordo com Sharaf-ad-din, "no acampamento de Tamerlão havia tantas meninas e belas moças quanto os houris, mais de cinco mil escolhidos pessoalmente para Tamerlão". Mas ele não perseguiu o inimigo e, em 16 de julho, foi com o exército para Samarcanda. L. N. Gumilyov escreveu:
A vitória de Tamerlão teve um custo. Isso pode ser visto no fato de que ele não teve sucesso, não atravessou para a margem direita do Volga, mas apenas recolheu os tártaros fugitivos e o gado.
Toqtamish fugiu em direção desconhecida. Durante algum tempo, nada se ouviu dele: aparentemente, ele estava escondido em algum lugar no norte do ulus búlgaro. Alguns historiadores acreditam que o poder da Horda Dourada foi severamente minado pela derrota em Kondurcha, que criou os pré-requisitos para a libertação da Rússia da dependência da Horda. No entanto, apenas o exército foi derrotado, não a Horda, cujo potencial humano ainda era enorme. Logo Toquetamis restaurou seu poder e reuniu outro grande exército. Em 1395, os exércitos da Horda e de Tamerlão se envolveram em uma batalha ainda mais sangrenta na Batalha do Rio Terek. Neste confronto, o líder da Horda foi mais uma vez derrotado e foi o fim de seu reinado que não conseguiu impedir o declínio da Horda Dourada.